# Кийша Коул
Кийша Мишел Коул (на английски: Keyshia Michelle Cole), родена на 15 октомври 1981 г. в Оукланд, Калифорния е американска R&B певица-текстописец и музикален продуцент. Дебютният ѝ албум The Way It Is бе пуснат през 2005 г., а вторият и албум Just Like You – през 2007 г. През декември 2008 г. излиза и третия ѝ албум – A Different Me. Участва във филма How She move като в ролята играе себе си.

## Дискография

### Албуми
- 2005: The Way It Is
- 2007: Just Like You
- 2008: A Different Me

### Сингли
- 2004: „Never“ (гостува Ийв)
- 2004: „I Changed My Mind“ (гостува Кени Уест)
- 2005: „(I Just Want It) to Be Over“
- 2005: „I Should Have Cheated“
- 2006: „Love“
- 2007: „Let It Go“ (гостуват Лил Ким и Миси Елиът)
- 2007: „Shoulda Let You Go“ (гостуваАмина)
- 2007: „I Remember“
- 2008: „Heaven Sent“
- 2008: „Playa Cardz Right“ (гостува Тупак)
- 2009: „You Complete Me“

## Като гостуващ изпълнител
- 2006: „(When You Gonna) Give It Up to Me“ (гостува на Шон Пол)
- 2007: „Last Night“ (гостува на Диди)
- 2007: „Dreamin'“ (гостува Йънг Джийзи)
- 2008: „I Got a Thang for You“ (гостува на Трина)
- 2008: „Boyfriend/Girlfriend“ (гостува на C-Side)
- 2008: „Game's Pain“ (гостува на The Game)
- 2008: „Just Stand Up!“ (песен изпълнява от „всички звезди“)

## Награди и номинации
- 2005
  - Win Vibe Award (Tied with Young Jeezy) for Next Award
  - Vibe Award Nomination for R&B Voice of the Year & Vibe Vixen
  - NAACP Image Awards Nomination for Best New Artist
- 2006
  - BET Awards Nomination for Best Female R&B Artist & Viewer's Choice
  - Soul Train Awards Nomination for Best Female R&B/Soul Single & Best Female R&B SOUL ALBUM
  - American Music Awards Nomination for Favorite Female Artist
- 2007
  - Soul Train Music Awards Nomination for Best Female R&B/Soul Single
  - Urban Music Awards Nomination for Best Collaboration 2007
  - BET Awards Nomination for Best Collaboration
  - Win ASCAP Award for R&B/Hip Hop Song („Love“)
- 2008
  - Grammy Awards Nomination for Best Rap/Sung Collaboration („Let It Go“)
  - Grammy Awards Nomination for Best Contemporary R&B Album („Just Like You“)